# Sentenced
Sentenced (з англ. — «засуджений») — фінський готик-метал-гурт, що також грав мелодійний дез-метал на початку свого існування.

## Історія
Гурт почав свою діяльність у 1988 році як Deformity і змінив назву на Sentenced у 1989 році після кількох змін у складі. Оригінальний склад об'єднував Мііку Тенкула — гітара та вокал, Sami Lopakka — гітара, Vesa Ranta — барабани та Lari Kylmänen — бас-гітара.
Гурт записав свої перші демо під назвою When Death Joins Us... (1990) та Rotting Ways to Misery (1991), завдяки чому підписав контракт із невеликим французьким лейблом Trash Records. У 1991 році басист Taneli Jarva приєднався до гурту, замінивши Кюльменена саме тоді, коли гурт збирався записати свій дебютний альбом Shadows of the Past. На той час їхній музичний стиль був швидким, гурт грав типовий європейський дез-метал.
Попри це, записали ще одне демо Journey to Pahjola (1992), завдяки чому гурт підписав контракт із лейблом Spinefarm Records.
До 1992 року гурт дав понад 50 концертів і продав всі 1500 копій свого дебютного альбому Shadows of the Past, своїх попередніх 2 демо-записів і багато товарів, що представляли гурт.
У грудні 1992 року Sentenced увійшов до студії Tico-Tico, щоб записати свій другий альбом North from Here (1993). Роль вокаліста виконував басист Танелі Ярва, використовуючи стиль, відмінний від стилю Тенкули. Саме цей альбом привернув увагу німецького звукозаписного лейблу Century Media Records, і в 1994 році гурт покинув Spinefarm, щоб вийти на ширший ринок із новим контрактом на багато альбомів.
У 1993 році вийшов мініальбом The Trooper з трьома треками та кавер-версією на Iron Maiden.
У січні 1995 році гурт випустив «проривний» Amok, який багато хто вважає їх найкращим альбомом. Хоч більша частина матеріалу все ще містить елементи дез-металу, у порівнянні з попередніми релізами музика дещо сповільнилася, і вже містить характерні ознаки мелодійного дез-металу, хеві-, дум- та готик-металу. Трек Nepenth був доповнений музичним відео, і група вирушила в тур по Європі у два повноцінні тури на підтримку Samael і Tiamat. Цей перший реліз на Century Media став для них проривом із понад 35 000 записів копій, проданих по всьому світу.
Восени того ж року гурт випустив диск Love & Death. Із точки зору музики, він зберіг досить схожу концепцію з Amok, оскільки пісні були написані приблизно в той самий час. Гурт  досяг успіху на ринках дез- та дум-металу, але Jarva вирішує покинути Sentenced через музичні розбіжності.
Після того, як Jarva залишив колектив у 1996 році, на посаді вокаліста його заміняє Вілле Лайхіала (пізніше засновник Poisonblack), всього за кілька тижнів до того, як гурт мав вирушити до Німеччини для запису четвертого повноформатника з продюсером Waldemar Sorychta.
Випущений у листопаді 1996 року, Down став першим повністю готик-метал альбомом гурту, отримавши чудові відгуки в музичних журналах по всьому світу та набувши статусу альбому місяця в німецьких журналах, таких як Rock Hard і Metal Hammer.
У 1997 році гурт випускає альбом Story — Greatest Kills, що є збіркою його деяких пісень з попередніх альбомів.
Наступний альбом Frozen записаний на студії Woodhouse Studios і випущений у 1998 році, стилем схожий на Down. Це перший альбом з басистом Sami Kukkohovi, який приєднався до гурту спершу лише як сесійний учасник на концертах, пізніше, навесні 1997 року, ставши постійним і замінивши попереднього вокаліста-басиста Taneli Jarva.
Наступним альбомом став Crimson у 2000 році. Після виходу  альбому відбувся великий тур, а гурт вперше відвідав США. Альбом посів 1-е місце в чарті альбомів Фінляндії.
Через два роки, у 2002, виходить сингл No One There, який посів перше місце у фінських чартах після великого туру по США разом із Killswitch Engage, Dark Tranquility та In Flames. Згодом виходить і весь альбом The Cold White Light. Після виходу альбому гурт побачили в дещо іншому світлі, тексти пісень демонстрували певну самоіронію та навіть рідкісну позитивну грань, а сам музичний реліз посів 45 місце в німецькому чарті альбомів. Гурт вирушив у європейське турне з Lacuna Coil.
У 2003 році вони випустили сингл на компакт-диску разом із піснями інших гуртів, який був присвячений Oulun Kärpät, хокейній команді рідного міста Sentenced. Пісня має назву Routasydän («Серце вічної мерзлоти»), це єдина пісня, виконаною фінською мовою, не помічена у жодному з наступних публікацій гурту. Вона викликала певний резонанс у Фінляндії, оскільки кілька політиків переглянули текст і стверджували, що він містить нацистські відтінки, що музиканти рішуче спростували.
На початку 2005 року гурт оголосив, що їхній наступний реліз, The Funeral Album, буде останнім. Альбом отримав золотий статус у Фінляндії за продажі понад 15 000 копій. Після випуску в травні 2005 року компакт-диск очолив фінський альбомний чарт і посів 49 місце в німецькому чарті Media Control. Сингл Ever-Fros відразу посів 1-е місце в офіційному фінському чарті синглів, протримавшись там 6 тижнів поспіль.
Весною та влітку вони давали прощальні концерти, які завершилися фінальним шоу 1 жовтня 2005 року в рідному місті Оулу. Концерт був організований як грандіозне шоу. У ньому також брав участь колишній басист та вокаліст гурту — Танелі Ярва, який виконав як вокаліст 5 пісень, у тому числі і дет-металеву Nothern Lights, нагадавши шанувальникам про ранній етап творчості гурту. 
Кадри концерту були відзняті та випущені на DVD під назвою Buried Alive у 2006 році. Цей диск включав усі кліпи, дискографію групи, відеофрагменти, присвячені її концертній діяльності, інтерв'ю з музикантами, а також останній відеокліп групи та матеріали про його зйомку. 
Гурт отримав платинову нагороду в рідній Фінляндії за їхній концертний DVD Buried Alive. Нагорода була вручена колишнім учасникам гурту на концерті з нагоди 20-річчя Century Media у клубі Tavastia в Гельсінкі 14 серпня 2008 року, де Poisonblack і товариші по лейблу Norther і Kivimetsän Druidi відіграли ексклюзивні концерти, щоб гідно відзначити цю особливу подію.
Усі надії на повернення гурту зникли, коли 19 лютого 2009 року у віці 34 років пішов з життя Мііка Тенкула, один із лідерів групи. Офіційна причина смерті — серцевий напад. Мііка Тенкула похований у його рідному місті Мухос (Фінляндія).
12 грудня 2014 року вийшла книга Matti Riekki, фінського рок-журналіста, про історію гурту. Вона називається «Täältä Pohjoiseen — Sentencedin Tarina» («Звідси на північ — історія Sentenced») і поки доступна лише фінською мовою.

## Склад гурту

### Остаточний склад
- Мііка Тенкула – соло-гітара (1989–2005; † 2009), вокал (1989 – 1992)
- Sami Lopakka — ритм-гітара (1989 – 2005)
- Vesa Ranta — ударні (1989 – 2005)
- Вілле Лайхіала — вокал (1996 – 2005)
- Sami Kukkohovi — бас-гітара (1997 – 2005)

### Колишні учасники
- Lari Kylmänen — бас-гітара (1989 – 1991)
- Taneli Jarva — бас-гітара (1991 – 1995), вокал (1992 – 1995)

### Сесійні музиканти
- Niko Karppinen — бас-гітара (1995 — 1996)
- Sami Kukkohovi — бас-гітара (1996–1997)
- Tarmo Kanerva — ударні (1999)
- Antti Pikkarainen — клавішні (2002)

## Дискографія
- When Death Joins Us (1990) (демо)
- Rotting Ways to Misery (1991) (демо)
- Shadows of the Past (1991)
- Journey to Pohjola (1992) (демо)
- North from Here (1993)
- The Trooper (1994) (міні-альбом)
- Amok (1995)
- Love & Death (1995) (міні-альбом)
- Down (1996)
- Story — Greatest Kills (1997) (збірка)
- Frozen (1998)
- Killing Me Killing You (1999) (сингл)
- Crimson (2000)
- No One There (2002) (сингл)
- The Cold White Light (2002)
- Routasydän (2003) (сингл)
- Ever-Frost (2005) (сингл)
- The Funeral Album (2005)
- Buried Alive (2006) (концертний)